# うぇぶたま3
『うぇぶたま3』（うぇぶたまスリー）は、2008年4月7日から同年6月30日までテレビ東京で毎週月曜 25:30 - 26:00 （日本標準時）に放送されていたバラエティ番組である。全13回。

## 概説
2007年9月までテレビ東京で放送されていた『うぇぶたまww』が3か月限定で復活した深夜番組で、同年12月26日のスペシャル放送以来の復活となる。『うぇぶたまww』はインターネット上で見つけた面白いブログやFlashゲームなどを商品化するというコンセプトだったが、本番組はネット上の流行に乗って自分たちで新商品を作り出していた。
MCは『うぇぶたまww』から引き続きバナナマンが務めていたが、本番組ではさらにプレゼンターの1人だったケンドーコバヤシと新メンバーの鳥居みゆきが加わった。ちなみにこの番組が鳥居の地上波初レギュラーとなった。

## 出演者
- バナナマン（設楽統・日村勇紀）
- ケンドーコバヤシ
- 鳥居みゆき

MC陣は、胸元に番組タイトルロゴが入ったお揃いの白のつなぎを着ていた。

## 企画

### 暗闇アイドル
- 2008年4月7日放送。
- ケンドーコバヤシ提案、商品化企画第1弾。暗闇のみで活動するその名も「暗闇アイドル」をデビューさせようという企画。
- MCが審査員となり、暗闇で面接を行う。面接を受けに来た人たちの顔は基本的には最後まで明かされない。

### イラッ女&胸キュン女「ストレス写真集」
- 2008年4月14日放送。
- 設楽統提案、商品化企画第2弾。視界に入るだけでイラっとくる「イラッ女」と見ているだけで癒される「胸キュン女」が登場する写真集を制作しようという企画。イラッ女を見て溜まったストレスを胸キュン女を見て解消できるという写真集であり、設楽が提唱する「チョロQ理論」（相手を一度がっかりさせておいてサプライズ的なことをすると反動でものすごく喜ばれるという理論）を活かした写真集。ちなみにこのチョロQ理論は設楽が長年唱えている持論で、バナナマンが出演していた「モテル・カルフォルニア」（GyaO）で先に提唱された。
- イラッ女はラブカップルの増田香、胸キュン女は山崎みどり。増田は「頭が良すぎる」、山崎は「写真集とか関係なく単体で売り出したほうが良い」とそれぞれ評価された。

### 枯れオヤジ検定
- 2008年4月21日放送。
- ケンドーコバヤシ提案、商品化企画第3弾。「枯れセンブーム」に乗っかり、さり気なく生きる「枯れオヤジ」に関連した商品を売り出そうという企画。検定ゲームとして売り出すのが目的で、DS、PSPやWiiなどでソフト化を目指す。

### 睡眠番付
- 2008年4月28日放送。
- 設楽提案、商品化企画第4弾。寝つきの速さを競う「睡眠番付」を売り出そうという企画。

### ゴルコン必勝マニュアル本
- 設楽提案、商品化企画第5弾。ゴルフ合コン（通称 ゴルコン）での女性の口説き方を学べるマニュアル本を売り出そうという企画。
- 2008年5月5日、5月12日の2週にわたって放送。1週目は初心者である設楽、日村、ケンコバがプロゴルファーである南陽子の指導を受ける。2週目はファッションモデルの相川友希を交えてゴルフ合コンを実践。鳥居はいずれもキャディーを務めた。

### おっさん名言集
- 2008年5月19日放送。
- 番組の前半で鳥居みゆき人気にあやかり鳥居自身をプロデュース。商品化企画第6弾
- 設楽提案、商品化企画第7弾。中年男性（おっさん）に大喜利をしてもらい、そこから生まれた名言を集めたおっさん名言集を売り出そうという企画。
- おっさん大喜利ダービー - 街中のおっさんに事前に大喜利を行い、名言や面白い回答をするであるおっさんを日村、ケンコバ、鳥居の3人が予想する。おっさんの回答が滑った場合は罰ゲームとしてそのおっさんを選んだ人が同じお題で大喜利をし尻拭きをしなければならない。街頭インタビューのインタビュアはラブカップルの増田香。

### あかりちゃん釣りドル化計画
- 2008年5月26日放送。
- ケンコバ提案、商品化企画第8弾。釣りを趣味とするOLブロガーの「あかりちゃん」をアイドルとして売り出そうという企画。あかりちゃんと鳥居がどちらが釣りドルに相応しいか釣りに関する対決を行う、勝利した方にデビュー権が与えられる。

### ワンコー辞苑
- 2008年6月2日放送。
- 設楽提案、商品化企画第9弾。犬の気持ちなどを書き記したワンコー辞苑を売り出そうという企画。
- 犬人間コンテスト - 日村、鳥居、ケンコバの3人が犬になりきり、誰が一番犬っぽい振る舞いを出来たかを競う。撮影場所は駒沢オリンピック公園。

### オリジナル少女漫画
- 2008年6月9日放送。
- 設楽提案、商品化企画代10弾。番組オリジナルの少女漫画を制作しようという企画。
- 少女漫画の分野であるオトメンを意識して様々なシチュエーションを日村、鳥居、ケンコバが演じる。それが「キモい」か「カワイイ」かを日野原優雅、永島真理、関谷愛里紗の3人が判断する。

### ネコ世界陸上
- 2008年6月16日放送。
- 設楽提案、商品化企画第11弾。ネコと人間が協力して行う新しい陸上競技大会を開催しようという企画。

### うぇぶたま〜ずメンタルキャンプ
- 2008年6月23日放送。
- 設楽提案、商品化企画第12弾。

### うぇぶたま4の勝手広告
- 2008年6月30日放送。
- 放送されるか未定の『うぇぶたま4』の勝手広告を作ろうという企画。商品化企画第13弾。クリエイターの神酒大亮のアドバイスを受けながら制作する。

## コラボレーション企画
番組スポンサーのSEGAが運営するモバイルサイト『★ぷよぷよ!セガ』で本番組とのコラボレーションアプリが配信される。アプリは『日村ヤギvs不良学生設楽』と『日村の女の子を笑わせろ!』の2つである。

## スタッフ
- 構成：相澤昇、成瀬正人、吉田聡、池上奈々、オークラ、瀬戸山美咲、武田郁之輔
- CAM：永澤剛（スウィッシュ・ジャパン）
- 音声：渡辺拓（スウィッシュ・ジャパン）
- CG制作：OHRYS BIRD
- 美術：野本和広（テレビ東京アート）
- 美術デザイン：岡野真由子（テレビ東京アート）
- 音効：小平英司
- 編集：橋本逸人（アンサーズ）
- MA：天谷馬直男（アンサーズ）
- 協力：株式会社 成
- 番組ホームページ：新井光
- 制作デスク：岡本奈津希
- AP：菅原智枝、坂本加恵
- ディレクター：小谷中真実
- 演出：松藤豪
- プロデューサー：太田勇、平出聡
- コンテンツプロデューサー：吉澤有、吉原正浩
- 制作協力：hacks、k max
- 制作：テレビ東京
- 提供：SEGA、flying DOG、AiiACorporation

## エンディングテーマ
- Just for you (ROUND TABLE featuring Nino)
- 恋をしてる (ROUND TABLE featuring Nino)